# Церковь Милостивой Богоматери (Терамо)
Церковь Мадонны делла Грацие (итал. Chiesa della Madonna delle Grazie), или Санктуарий Мадонны делла Грацие (итал. Santuario della Madonna delle Grazie) — церковь в епархии Терамо-Атри Римско-католической церкви в городе Терамо, в провинции Терамо, в регионе Абруццо, в Италии.
Храм является санктуарием (святилищем) Мадонны делла Грацие, или Богоматери Милостивой — покровительницы города Терамо; расположен в непосредственной близости от стен Старого города, недалеко от Порта Мадонна (ранее Порта Реале) и Парко Иван Грациани.
Церковь, прямоугольная в плане, имеет один неф и три капеллы с каждой стороны, потолок сводчатый, с полусферическим куполом, расписанным фресками Чезаре Мариани. За главной часовней находится апсида. Главный фасад имеет портик с тремя порталами.

## История
Нынешняя церковь стоит на месте монастыря бенедиктинок Сант’Анджело делла Донне (Явления Ангела женам-мироносицам у Гроба Господня), который был построен по обету неким Теодино в 1153 году.
Монастырь был приписным к аббатству Сан-Джованни-да-Скорцоне основанном в 1005 году близ Пастиньяно в Торричелла Сикура, и возглавлялся его аббатисой. Оба монастыря находились под духовным руководством аббата из Монтекассино.
В XV веке жители Терамо, под впечатлением от проповедей святого Иакова из Марке и его собратьев из Ордена Братьев Меньших Обсервантов, обратились с просьбой к папе Евгению IV, оставить общину францисканцев в городе, так, как надеялись таким образом остановить междоусобную борьбу, разрывавшую Терамо.
Их просьба была удовлетворена буллой Apostilicae nobis iniunctae, которая была обнародована Джованни да Палена, епископ Пенне 15 февраля 1449 года. Францисканцы вступили в монастырь и изменили название обители на монастырь Мадонна делла Грацие. Монахини-бенедиктинки переехали за стены в город.
С 1465 по 1475 годы число монахов в обители значительно возросло, из-за чего пришлось увеличить старый комплекс.
Вероятно, монастырь и церковь были полностью перестроены, фасад был перенесен, и началось строительство колокольни.
В ноябре 1521 года Терамо был чудесным образом избавлен от армии герцога Андреа Маттео Аквавивы, чьи войска бежали, увидев сияющий образ Богоматери, явившейся на стенах города, одетой в белое и смотревшей на посвященную ей церковь.
Монсеньор Франческо Кьеригатто, епископ в Абруццо, дворянин из Виченцы, освятил храм во вторник во время Великого Поста 1 марта 1524 года.
В XVI веке церковь Мадонна делле Грацие стала местом проведения общественных церемоний, посвященных установлению мира. С марта 1559 года каждое воскресенье после Пасхи (Октава Пасхи) здесь празднуется праздник мира — Феста делла Паче.
Во второй половине XVII века (фасад был перестроен в 1687 году), архитектура церкви претерпела ряд изменений в стиле барокко.
Также была перестроена колокольня, сохранившаяся до наших дней. И сегодня заметна разница в стиле между древним основанием колокольни и верхней барочной частью.
Между 1892 и 1900 годами старая церковь в романском стиле была разрушена и отстроена заново в стиле эпохи Возрождения. Работы проводились под руководством Франческо Савини по проекту профессора архитектуры Чезаре Мариани.
От прежнего храма сохранились колокольня и некоторые ренессансные капители монастыря. Монастырь сохранился почти полностью.
Церемония открытия храма состоялась 27 сентября 1900 года. Освящение церкви возглавил монсеньор Делла Чьоппа, архиепископ Ланчано.
Между 1968 и 1972 годами, суперинтендант Марио Моретти провёл важные реставрационные работы, вызванные распадом части лоджии. Вне стен монастыря сохранились две арки древнего портика.
Сегодня монастырь, слегка трапециевидный в плане, находится рядом с церковью. С трёх сторон он окружён двойной лоджией с арками и массивными колоннами из камня, облицованного кирпичом, с капителями в ломбардо-византийском стиле первой половины XII века.

## Внутреннее убранство
На главном алтаре находится главная святыня церкви — Мадонна делле Грацие, полихромная деревянная статуя XV века, в покрытой золотом мантии, Богоматерь восседает на троне с Младенцем, лежащим у Неё на коленях.
Статуя считается работой Себастьяно ди Кола да Казентино, ученика Сильвестро д’Акуила. Аббаты XVIII века утверждали, что автором статуи был художником Фраттоли. По преданию, она была дарована обители примерно между 1470 и 1476 годами монахом Джакомо делла Марка.
Статуя всегда особо почиталась местными христианами, свидетельством чему является, впечатляющая коллекция из более чем 800 драгоценных пожертвований из серебра. Праздник в честь образа Богоматери отмечается 2 июля. Существует копия этой статуи в церкви Святого Иакова в Пенс-Грове, в штате Нью-Джерси в США.
В мае 2007 года, после почти 30 лет реставрационных работ, были восстановлены фрески второй половины XV века школы Карло Кривелли. Работа была выполнена, вероятно, по заказу богатых купцов из общины албанцев, в то время проживавших в Терамо.
В центре фресок изображена Мадонна делле Грацие — Богоматерь с Младенцем на престоле, справа от которого находится в святой епископ, вероятно, святой Берард да Пальяра или святой Людовик Тулузский, слева изображена монахиня, чья фигура наполовину объята пламенем, возможно, это святая Клара или византийская святая Параскева.
Образ Пресвятой Девы Марии полностью воспроизводит алтарный образ, который Карло Кривелли создал для церкви Святого Петра Мученика в Асколи-Пичено в конце XV века. Фреска была обнаружена в 1892 году при сносе старого храма, в первой капелле справа. Франческо Савини отнес её к кисти Карло Кривелли. Искусствовед Фердинандо Болонья приписывал эту фреску кисти Пьетро Аламанно.
Среди произведений искусства, украшающих церковь, находятся картины Джачинто Стропполатини («Святейшее Сердце Иисуса» 1831), Дженнаро Делла Моника («Мученичество Святой Люции» 1898), Витторино Скарчелли («Святое Семейство» 1899), Паскуале Челомми («На Голгофе» 1900) и фрески Чезаре Мариани.